# Zadnja Hispanija
Zadnja ali Daljnja Hispanija (latinsko: Hispania ulterior), rimska provinca na Iberskem polotoku, ki je obsegala Betiko in dolino reke Guadalquivir v sedanji Španiji, celo Luzitanijo (sedanjo Portugalsko, Extremaduro in del province Salamanca) in Galecijo (sedanja severna Portugalska in Galicija). Glavno mesto province je bila Cordoba. Prebivalci regije so bili pripadniki različnih plemen, ki niso imela niti skupnega jezika niti skupnega vladarja.

## Etimologija
Hispanija je latinski izraz, s katerim so poimenovali Iberski polotok. Ime je verjetno že pred letom 200 pr. n. št. uporabil pesnik Kvint Enij.  Beseda je nastala morda iz punskega אי שפן [l-Šafan],  ki pomeni 'Obala  pečinarjev', majhnih, glodalcem podobnih sesalcev. Ulterior je primernik besede ulter ('daleč') in  pomeni 'dlje' ali 'onkraj'. 

## Zgodovina
Ko je Antična Kartagina v prvi punski vojni (264 - 241 pr. n. št.) izgubila Sicilijo, Sardinijo in Korziko, se je začela širiti na jug Iberskega polotoka. Kmalu zatem se je začela druga punska vojna (218 do 202 pr. n. št.). V večji del vojne je bila vpletena tudi Hispanija, dokler je ni po zmagi nad Hanibalom in Kartažani pri Illipi leta 206 pr. n. št. osvojil Scipion Afričan. Štiri leta kasneje se je Kartagina vdala in leta 201 pr. n. št. Rimu prepustila oblast v regiji.
Leta 197 pr. n. št. je bil Iberski polotok zaradi prisotnosti dveh vojaških sil, ki sta sodelovali med osvajanji, razdeljen na dve provinci. Prva je bila Prednja ali Bližnja Hispanija - Hispania citerior, druga pa Daljnja ali Zadnja Hispanija - Hispania ulterior. Meja med njima je potekala v glavnem po črti od Carthago Nova do Kantabrijskega morja. Zadnja Hispanija je obsegala sedanjo Andaluzijo, Portugalsko, Extremaduro, León, večino Stare Kastilije, Galicijo, Asturijo, Kantabrijo in Baskijo. 
Mir v regiji je trajal do leta 155 pr. n. št., ko so Luzitanci napadli Zadnjo Hispanijo. Dvakrat so porazili rimske pretorje in njihov uspeh je kmalu sprožil več drugih uporov na polotoku. Iberski polotok je postal središče vojaških dejavnosti in priložnost za napredovanje. Apijan je o tem zapisal: »(konzuli) so prevzeli poveljstvo, ne zaradi koristi mesta (Rima), ampak za slavo, koristi in časti po zmagi«". Vojna se je nadaljevala do leta 19 pr. n. št., ko je Agripa porazil Kantabrijce v Prednji Hispaniji in dokončno pokoril cel Iberski polotok.
Ko je leta 27 pr. n. št. rimski cesar postal Avgust, je bila Zadnja Hispanija razdeljena na Betiko (sedanja Andaluzija) in Luzitanijo (sedanja Portugalska, Estremadura, in del Kastilije-Leóna. Kantabrija in Baskija sta bila priključeni Prednji Hispaniji.
V zgodnjem 5 stoletju pr. n. št. so Iberski polotok napadli Vandali in zavzeli jug Hispanije. Rimski cesar Honorij je pooblastil svojega svaka, vizigotskega kralja, da porazi Vandale. Vizigoti so po zmagi prevzeli oblast v Hispaniji in za svojo prestolnico izbrali Toledo. 

## Rimska zapuščina
V vseh provincah na Iberskem polotoku so vladali pretorji. V rimsko aristokracijo so vključili tudi lokalno plemensko elito, ki je sodelovala v lokalni upravi. Pripadnikom rimske aristokracija so bili podeljeni rimski latifundiji. V Prednji Hispaniji so se začela razvijati mesta, na primer Valencija. Zgradili so se številni namakalni akvadukti. Gospodarstvo province je temeljilo na pridelavi žita in izvozu zlata, oljčnega olja, volne in vina.
V Hispaniji so bili rojeni rimski cesarji Trajan, Hadrijan in Teodozij I..